# Rio Yonne
O rio Yonne é um rio localizado no centro-norte de França. Corre principalmente no oeste da região da Borgonha e é o principal afluente pela margem esquerda do rio Sena. Dá o nome ao departamento da Yonne. 
Nasce junto do Monte Préneley, no maciço de Morvan, na comuna de Glux-en-Glenne. Desagua no rio Sena em Montereau-Fault-Yonne. Ao longo do seu percurso passa pelos seguintes departamentos e comunas:
- Departamento da Nièvre: Château-Chinon, Clamecy
- Departamento da Yonne: Auxerre, Migennes, Joigny, Villeneuve-sur-Yonne, Sens
- Departamento do Seine-et-Marne: Montereau-Fault-Yonne